# Convenzione internazionale sull'eliminazione di ogni forma di discriminazione razziale
La Convenzione internazionale sull'eliminazione di ogni forma di discriminazione razziale è il trattato internazionale delle Nazioni Unite che ha come oggetto la lotta al razzismo.
La Convenzione, che costituisce uno strumento per la tutela dei diritti umani di terza generazione, impegna i propri membri ad eliminare la discriminazione razziale e a promuovere la comprensione tra tutte le razze umane. Allo stesso tempo, la convenzione impone agli stati membri di introdurre leggi che vietino i discorsi che incitano all'odio e che criminalizzino l'appartenenza a organizzazioni razziste.
La convenzione prevede inoltre un meccanismo di reclamo individuale, che lo rende effettivamente esecutivo nei confronti delle parti. Ciò ha portato all'elaborazione di una giurisprudenza limitata sull'interpretazione e l'attuazione della convenzione.
La convenzione è stata adottata e aperta alla firma dell'Assemblea generale delle Nazioni Unite il 21 dicembre 1965, ed è entrata in vigore il 4 gennaio 1969. All'ottobre 2015 la convenzione risulta sottoscritta da 88 firmatari e 177 parti.
La convenzione è monitorata dal Comitato per l'eliminazione della discriminazione razziale (Committee on the Elimination of Racial Discrimination - CERD).

## Storia
Nel dicembre 1960, a seguito di episodi di antisemitismo in diverse parti del mondo, l'Assemblea generale delle Nazioni Unite  adottò una risoluzione che condannava "tutte le manifestazioni e le pratiche di odio razziale, religioso e nazionale" come violazioni della Carta delle Nazioni Unite e della Dichiarazione Universale dei Diritti dell' Uomo, invitando i governi di tutti gli Stati ad "adottare tutte le misure necessarie per prevenire ogni manifestazione di odio razziale, religioso e nazionale". Il Consiglio economico e sociale ha fatto seguito a ciò elaborando una risoluzione sulle "manifestazioni di pregiudizi razziali e di intolleranza nazionale e religiosa", che invitava i governi a educare l'opinione pubblica contro l'intolleranza e a revocare le leggi discriminatorie. La mancanza di tempo impedì all'Assemblea generale di prendere in considerazione questa proposta nel 1961,  che però venne approvata l'anno successivo.
Durante il primo dibattito sulla risuluzione, alcune nazioni africane (Repubblica Centrafricana, Ciad, Dahomey, Guinea, Costa d'Avorio, Mali, Mauritania, e Alto Volta) sollecitarono un'azione più concreta sulla materia, proponendo l'adozione di una vera e propria convenzione internazionale contro la discriminazione razziale. Altre nazioni preferivano invece adottare una semplice dichiarazione piuttosto che una convenzione vincolante, mentre altre ancora avrebbero voluto trattare dell'intolleranza razziale e religiosa in un unico strumento. Il compromesso finale, costretto dall'opposizione delle nazioni arabe a trattare l'intolleranza religiosa allo stesso modo dell'intolleranza razziale e dall'opinione di altre nazioni secondo cui l'intolleranza religiosa era meno urgente, portò a due risoluzioni: una che chiedeva l'adozione di una dichiarazione e l'avvio di un progetto per una convenzione per eliminare la discriminazione razziale,  e un'altra identica ma separata che chiedeva lo stesso per l'intolleranza religiosa.
La proposta della Dichiarazione sull'eliminazione di tutte le forme di discriminazione razziale fu adottata dall'Assemblea generale il 20 novembre 1963. Lo stesso giorno l'Assemblea generale invitò il Consiglio economico e sociale e la Commissione per i diritti umani a predisporre con priorità assoluta la stesura di una convenzione in materia. La bozza fu completata entro la metà del 1964, ma i ritardi dell'Assemblea generale impedirono la discussione in aula in quell' anno. La convenzione fu infine adottata il 21 dicembre 1965.

## Disposizioni fondamentali

### Definizione di "discriminazione razziale"
L'articolo 1 della Convenzione definisce la "discriminazione razziale" come:
Le distinzioni basate sulla cittadinanza (cioè tra cittadini e non cittadini) sono espressamente escluse dalla definizione, così come le politiche di discriminazione positiva e le altre misure adottate per correggere gli squilibri e promuovere l'uguaglianza.
Tale definizione non distingue tra discriminazione basata sull'etnia e discriminazione basata sulla razza, in parte perché la distinzione tra etnia e razza rimane discutibile tra gli antropologi. L'inclusione della discendenza riguarda specificamente la discriminazione basata sulla casta e su altre forme di status ereditario.
Affinché la convenzione possa essere applicata, non è necessario che la discriminazione si basi esclusivamente sulla razza o sull'etnia; piuttosto, se una determinata azione o politica discrimina, essa viene giudicata in base ai suoi effetti.
La questione se un individuo appartenga o meno a un determinato gruppo razziale deve essere risolta, in assenza di giustificazione contraria, mediante auto-identificazione.

### Prevenzione della discriminazione
L'articolo 2 della convenzione condanna la discriminazione razziale e obbliga le parti "a
continuare,  con tutti i mezzi adeguati e senza indugio,  una politica tendente ad eliminare ogni forma di discriminazione razziale. Inoltre, bisogna "favorire l’intesa tra tutte le razze". A tal fine, la Convenzione richiede che i firmatari:
- non pratichino la discriminazione razziale nelle istituzioni pubbliche;[22]
- non incoraggino, difendino ed appoggino la discriminazione razziale praticata da qualunque individuo od organizzazione;[23]
- rivedere le politiche esistenti e modificare o revocare quelle che causano o perpetuano qualunque tipo di discriminazione razziale[24]
- Proibire "con tutti i mezzi più opportuni" (incluse le leggi) la discriminazione razziale da parte di individui e organizzazioni all'interno della propria giurisdizione[25]
- Incoraggiare gruppi, movimenti e altre iniziative a eliminare le barriere tra le razze e a scoraggiare la divisione razziale.[26]

Le Parti sono obbligate, quando le circostanze lo giustifichino, ad utilizzare politiche di discriminazione positiva per specifici gruppi razziali al fine di garantire il pieno ed equo godimento dei diritti umani e delle libertà fondamentali. Tuttavia, tali misure devono essere limitate e non devono in alcun caso comportare il mantenimento di diritti ineguali o separati per i diversi gruppi razziali dopo il raggiungimento degli obiettivi per i quali sono state adottate.
L'articolo 5 amplia l'obbligo generale di cui all'articolo 2 e crea un obbligo specifico di garantire il diritto di tutti all'uguaglianza dinanzi alla legge, indipendentemente dalla razza, dal colore o dall'origine nazionale o etnica.  Esso elenca inoltre i diritti specifici che tale uguaglianza deve valere: la parità di trattamento tra tribunali e tribunali, la sicurezza della persona e la libertà dalla violenza,  i diritti civili e i diritti politici sanciti nella Convenzione Internazionale sui Diritti Civili e Politici (ICCPR),  i diritti economici, sociali e culturali sanciti nell'omonima convenzione internazionale (ICESCR),  e il diritto di accesso a qualsiasi luogo o servizio aperto al pubblico, come ad esempio i
mezzi di trasporto, gli alberghi, i ristoranti, i caffè, gli spettacoli ed i parchi. Tale elenco di diritti non è esaustivo, in quanto l'obbligo si estende a tutti i diritti umani.
L'articolo 6 obbliga le parti a fornire protezione e mezzi di ricorso efficaci attraverso i tribunali o altre istituzioni per qualsiasi atto di discriminazione razziale. Ciò include il diritto ad ottenere un rimedio legale e un risarcimento del danno subito a causa della discriminazione.

### Condanna della segregazione razziale e dell'apartheid
L'articolo 3 della convenzione condanna la segregazione razziale e l'apartheid, obbligando le parti a prevenire, vietare ed eliminare tali pratiche nei territori della propria giurisdizione. Questo articolo è stato da in seguito rafforzato dal riconoscimento dell'apartheid quale crimine contro l'umanità nello Statuto di Roma che ha istituito il tribunale penale internazionale.
Il Comitato per l'eliminazione della discriminazione razziale ritiene che questo articolo comporti anche l'obbligo di eliminare le conseguenze delle passate politiche di segregazione e di prevenire la segregazione razziale derivante dalle azioni dei privati.

### Divieto di propaganda
L'articolo 4 della Convenzione condanna la propaganda e le organizzazioni che tentano di giustificare la discriminazione o si basano sull'ideologia dellai supremazia razziale. Essa obbliga le parti, nel rispetto dei principi enunciati nella Dichiarazione universale dei diritti dell'uomo, ad adottare misure immediate ed efficaci per eliminare queste forme di istigazione e discriminazione. Specificatamente, essa obbliga le parti a punire penalmente i discorsi che incitano l'odio, i crimini d'odio e il finanziamento di attività razziste, e a proibire e criminalizzare l'appartenenza ad organizzazioni che promuovono e incitano la discriminazione razziale.
Alcune parti hanno espresso riserve su questo articolo e lo interpretano come una disposizione che, in ogni caso, non deve ledere il diritto di parola, di associazione o assemblea.
Viceversa, il Comitato per l'eliminazione della discriminazione razziale considera questo articolo come un obbligo inderogabile per le parti della Convenzione, e ha ripetutamente criticato le parti per il mancato rispetto di quest'ultima. Il Comitato ritiene che tale obbligo sia coerente con le libertà di opinione e di espressione sanciti dall'UNDHR e dall'ICCPR, osservando che quest'ultimo vieta espressamente l'istigazione alla discriminazione razziale, all'odio e alla violenza. Ritiene che le disposizioni siano necessarie per prevenire la violenza razziale organizzata e lo "sfruttamento politico della differenza etnica".

### Promozione della tolleranza
L'articolo 7 obbliga le parti ad adottare misure immediate ed efficaci per la promozione della tolleranza, in particolare nell'ambito dell'istruzione, al fine combattere i pregiudizi razziali ed incoraggiare la comprensione e la tolleranza tra i diversi gruppi razziali, etnici e nazionali.

### Meccanismo di risoluzione delle controversie
Gli articoli da 11 a 13 della convenzione istituiscono un meccanismo di risoluzione delle controversie tra le parti. Se uno Stato ritiene che un altro Stato non stia attuando la Convenzione, può presentare una denuncia al Comitato per l'eliminazione della discriminazione razziale. Il Comitato trasmetterà la denuncia allo Stato e, se la disputa non sarà risolta tra le due parti, potrà istituire una commissione di conciliazione ad hoc per indagare e formulare raccomandazioni in materia. Peraltro, questa procedura non è mai stata utilizzata.
L'articolo 22 consente inoltre di deferire alla Corte internazionale di giustizia qualsiasi controversia sull'interpretazione o applicazione della convenzione. Questa clausola è stata invocata due volte contro la Russia, rispettivamente dalla Georgia e dall'Ucraina.

### Meccanismo per i reclami individuali
L'articolo 14 della convenzione istituisce un meccanismo di reclamo individuale simile a quello previsto dai protocolli facoltativi sulla Convenzione Internazionale sui Diritti Civili e Politici, sulla Convenzione sui diritti delle persone con disabilità o sulla Convenzione sull'eliminazione di ogni forma di discriminazione della donna.  Le Parti possono in qualsiasi momento riconoscere la competenza del Comitato per l'eliminazione della discriminazione razziale ad esaminare le denunce presentate da singoli o gruppi che rivendicano i loro diritti ai sensi della Convenzione. Tali parti possono istituire organismi locali incaricati di esaminare i reclami prima della loro trasmissione.  I denuncianti devono aver esaurito tutti i mezzi di ricorso nazionali e non sono ammessi reclami e denunce anonime che si riferiscono a eventi verificatisi prima dell'adesione del paese interessato al Protocollo facoltativo. Il comitato può chiedere informazioni e formulare raccomandazioni a una parte.
Il meccanismo di reclamo individuale è entrato in funzione nel 1982, dopo essere stato accettato da dieci Stati parti. Fino al 2010, 58 stati hanno riconosciuto la competenza del Comitato, e 54 sono stati i casi trattati dal Comitato.

## Riserve
Alcune parti hanno formulato riserve e dichiarazioni interpretative sull'applicazione della convenzione. Il testo della convenzione vieta le riserve "incompatibili con l'oggetto e lo scopo della convenzione" o che ostacolerebbero il funzionamento di qualsiasi organismo da essa istituito. Una riserva è considerata incompatibile o proibitiva, se due terzi delle parti vi si oppongono.
Articolo 22
Afghanistan, Bahrain, Cina, Cuba, Egitto, Guinea Equatoriale, India, Indonesia, Iraq, Israele, Kuwait, Libano, Libia, Madagascar, Marocco, Mozambico, Nepal, Arabia Saudita, Siria, Thailandia, Turchia, Vietnam, e Yemen  non si considerano vincolati dall'articolo 22. Alcuni interpretano questo articolo come un rinvio delle controversie alla Corte internazionale di giustizia solo con il consenso di tutte le parti coinvolte..
Obblighi oltre la costituzione esistente
Antigua e Barbuda, Bahamas, Barbados, Guyana, Jamaica, Nepal, Papua Nuova Guinea, Thailandia e Stati Uniti d'America interpretano la Convenzione come non implicante alcun obbligo oltre i limiti delle loro costituzioni esistenti.
Propaganda d'odio
Austria, Belgio, Francia, Giappone, Irlanda, Italia, Malta, Monaco, Svizzera e Tonga interpretano l'articolo 4 come non autorizzativo o richiedente misure che non minaccino la libertà di parola, opinione, associazione e riunione. Antigua e Barbuda, Bahamas, Barbados, Fiji, Nepal, Papua Nuova Guinea, Regno Unito e Thailandia interpretano la convenzione la Convenzione come un obbligo di adottare misure contro la propaganda d'odio e i crimini motivati dall'odio solo quando se ne presenti la necessità
Gli Stati Uniti d'America non accettano alcun obbligo ai sensi della presente Convenzione, in particolare degli articoli 4 e 7, di limitare tali protezioni estese della libertà individuale di parola, espressione e associazione contenute nella Costituzione e nelle leggi degli Stati Uniti d'America, attraverso l'adozione di leggi o altre misure, nella misura in cui siano protette dalla Costituzione e dalle leggi degli Stati Uniti.
Immigrazione
Monaco e Svizzera si riservano il diritto di applicare i propri principi giuridici all'ingresso degli stranieri nel rispettivo mercato del lavoro. Il Regno Unito non considera che i Commonwealth Immigrants Act del 1962 e del 1968 costituiscano alcuna forma di discriminazione razziale.
Popoli indigeni
Tonga si riserva il diritto di non applicare la Convenzione a qualsiasi restrizione all'alienazione di terreni detenuti da tongani autoctoni.
Le Figi hanno posto notevoli riserve in merito all'articolo 5 e si riservano il diritto di non applicare tali disposizioni qualora siano incompatibili con la normativa vigente in materia di diritto di voto e di alienazione dei terreni da parte degli indigeni figiani.

## Giurisprudenza
Il meccanismo di reclamo individuale ha portato ad una giurisprudenza limitata sull'interpretazione e l'attuazione della convenzione. Finora sono state registrate 45 denunce presso il Comitato: 17 di esse sono state ritenute irricevibili, 14 hanno portato alla constatazione di nessuna violazione e in 10 casi è stato accertato che una parte ha violato la Convenzione. Quattro casi sono ancora pendenti.
Alcuni casi hanno riguardato il trattamento subito dal popolo Rom nell'Europa orientale. Nel caso Koptova contro Slovacchia il Comitato ha rilevato che le ordinanze emesse da diversi villaggi slovacchi che vietano la residenza dei rom erano discriminatorie e limitavano la libertà di circolazione e di soggiorno, raccomandando al governo slovacco di adottare misure per porre fine a tali pratiche. Nella causa L.R. contro Slovacchia il Comitato ha ritenuto che il governo slovacco non avesse fornito un rimedio efficace contro le discriminazioni subite dai Rom dopo l'annullamento di un progetto di alloggio per motivi etnici. Nel caso Durmic contro Serbia e Montenegro il comitato ha constatato che il governo serbo-montenegrino non ha sistematicamente indagato e perseguito in modo sistematico le discriminazioni contro i Rom nell'accesso ai luoghi pubblici.
In diversi casi, in particolare L.K. contro Paesi Bassi e Gelle contro Danimarca, il Comitato ha criticato le parti per non aver adeguatamente perseguito gli atti di discriminazione razziale o di istigazione: in entrambi i casi, il Comitato ha rifiutato di accettare "qualsiasi affermazione secondo cui la mera emanazione di una legge che definisce la discriminazione razziale come un atto criminale rappresentasse di per sé il pieno rispetto degli obblighi degli Stati parti della Convenzione. Tali leggi, infatti, devono essere poi effettivamente applicate anche dai tribunali nazionali competenti e dalle altre istituzioni statali. Sebbene il Comitato accetti la discrezionalità dei pubblici ministeri in merito alla possibilità o meno di attivare un'inchiesta, tale discrezionalità dovrebbe però essere applicata in ogni caso di presunta discriminazione razziale, alla luce delle garanzie previste dalla Convenzione.
Nel caso Comunità ebraica di Oslo contro Norvegia, la Commissione ha ritenuto che il divieto di propoaganda d'odio fosse compatibile con la libertà di parola e che l'assoluzione di un leader neonazista da parte della Corte suprema norvegese per motivi di libertà di parola costituisse una violazione della Convenzione.
Infine, nel caso Hagan contro Australia, il Comitato ha stabilito che, pur non essendo originariamente destinato a sminuire nessuno, la denominazione del campo sportivo di Toowoomba, intitolato ufficialmente "E.S. 'Nigger' Brown Stand" (in memoria del giocatore di rugby degli anni 1920 Edward Stanley Brown, soprannomiato "Nigger", cioè "Negro") era effettivamente da considerarsi offensivo dal punto di vista razziale e pertanto doveva essere rimosso.

## Conseguenze
L'impatto di un trattato internazionale può essere misurato in due modi: attraverso la sua accettazione e la sua attuazione.
Per quanto riguarda il primo parametro, la Convenzione ha ottenuto un'accettazione quasi universale da parte della comunità internazionale, con appena 14 Stati (Brunei, Corea del Nord, Dominica, Isole Cook, Isole Marshall, Kiribati, Malaysia, Micronesia, Myanmar, Niue, Samoa, Sudan del Sud, Tuvalu e Vanuatu) che devono ancora diventarne parti contraenti. La maggior parte dei principali Stati ha inoltre accettato il meccanismo di reclamo individuale della Convenzione, il che testimonia il forte desiderio di essere vincolati dalle disposizioni della Convenzione.
Per quanto riguarda il secondo parametro, la Convenzione ha avuto un impatto significativo sulla legislazione nazionale, con l'adozione da parte di molti Stati di leggi (civili e/o penali)  che vietano la discriminazione razziale da parte delle istituzioni, sul posto di lavoro o nella fornitura di servizi quali l'alloggio e l'istruzione. Alcuni esempi di leggi approvate in conseguenza di questa Convenzione sono: il Civil Rights Act del 1964 (Stati Uniti d'America), il Race Relations Act del 1971 (Nuova Zelanda), il Racial Discrimination Act del 1975 (Australia), il Race Relations Act del 1976 (Regno Unito), e il Canadian Human Rights Act del 1977 (Canada). Altre leggi penali sono state approvate in paesi come Belgio, Danimarca, Francia, Italia, Norvegia e Portogallo. Nonostante le riserve alla Convenzione, la maggior parte delle nazioni dell'Europa occidentale ha criminalizzato l'incitamento all'odio razziale.
La convenzione ha dovuto far fronte a problemi persistenti sui report nazionali fin dall'inizio, e le parti hanno spesso omesso di riferire in modo esauriente, oppure non lo hanno fatto per niente. Nel 2008 vi erano venti Stati che non hanno più inviato le proprie relazioni periodiche da più di dieci anni, mentre altre trenta nazioni non lo avevano fatto per più di cinque.. La Sierra Leone non ha più inviato relazioni dal 1976, mentre Liberia e Saint Lucia non lo hanno mai fatto, sebbene ciò sia richiesto espressamente dalla convenzione. Il Comitato ha reagito a questa persistente mancanza di informazione riesaminando comunque le parti in ritardo, una strategia che ha consentito di ottenere un certo successo nell'adempimento degli obblighi di comunicazione. Secondo alcuni, questa mancanza di comunicazione è considerata un grave fallimento della Convenzione; tuttavia, il sistema di reportistica è stato anche elogiato perché fornisce uno stimolo permanente che induce i singoli Stati ad adottare una legislazione antirazzista o a modificare quella esistente quando necessario.

## Comitato per l'eliminazione della discriminazione razziale
Il Comitato per l'eliminazione della discriminazione razziale è una commissione di esperti in materia di diritti umani incaricato di monitorare l'attuazione della Convenzione. L'organismo è composto da 18 esperti indipendenti in materia di diritti umani, eletti per un mandato quadriennale, con rotazione di metà dei membri eletti ogni due anni. I membri sono eletti a scrutinio segreto dalle parti e ogni parte può nominare un suo cittadino nel comitato.
Tutte le parti sono tenute a presentare periodicamente al Comitato relazioni che illustrino le misure legislative, giudiziarie, politiche e di altro tipo da esse adottate per dare attuazione alla Convenzione. La prima relazione deve essere presentata entro un anno dall'entrata in vigore della convenzione per lo Stato in questione; le relazioni devono essere presentate ogni due anni o ogniqualvolta il comitato ne faccia richiesta. Il Comitato esamina ogni relazione e rivolge le proprie preoccupazioni e raccomandazioni allo Stato parte sotto forma di "osservazioni conclusive".
Il Comitato si riunisce di solito in marzo e agosto a Ginevra.